# Careful with That Axe, Eugene
A Pink Floyd Careful with That Axe, Eugene című dala 1968. december 17-én jelent meg a Point Me at the Sky című kislemez B-oldalán. Bár a kislemez nem volt sikeres, a dal mégis népszerűvé vált. A stúdióváltozat felkerült az 1971-es Relics című válogatásalbumra, egy koncertfelvétel pedig az 1969-es Ummagummán szerepelt.
A dal egy kezdetleges változatát 1968. június 25-én, a BBC Piccadilly Studiosban vették fel John Peel Top Gear című rádióműsorához. Ezt 1968. augusztus 11-én adták le Murderistic Women címmel.
Az 1969-es turnén, a The Man and the Journey részeként Beset by Creatures of the Deep címmel szerepelt. 1969 őszétől 1971 tavaszáig a Green is the Colour című dallal egyvelegben játszották.
Michelangelo Antonioni Zabriskie Point című filmjéhez a Pink Floyd újra felvette a dalt. A filmzenealbumon Come In Number 51, You're Time is Up címmel szerepelt.
A dal egy lágy, orgonaközpontú jam (Richard Wright a rá ekkoriban jellemző „egyiptomi” hangzást használja), Roger Waters a basszusgitáron végig ugyanazt a hangot, valamint annak egy oktávval magasabb párját játssza. Ezután következik a szöveg, ami csupán a dal címe fenyegtően suttogva, majd Waters sikolyai hallhatóak. Az ezt követő gitárszóló, majd a dal végén hallható lágyabb rész alatt David Gilmour énekel.
Az 1972-es európai turnén néhány alkalommal egy hangos (ám érthetetlen), skót akcentusú szöveg előzte meg a szokásos suttogást és üvöltést. Az egyik ilyen előadás 1972 decemberében, Zürichben volt.
A Careful with That Axe, Eugene-t utoljára 1977. május 9-én, Oaklandban adták elő a koncert utáni ráadásban. Ekkor Richard Wrightnak az eredeti Farfisa orgona helyett egy mini-Moog szintetizátort kellett használnia.

## Közreműködők
- Roger Waters – basszusgitár, ének
- David Gilmour – gitár, ének
- Rick Wright – billentyűs hangszerek
- Nick Mason – dob, ütőhangszerek

### Produkció
- Norman Smith – producer